# Долгошии
Долгоши́и (укр. Довгошиї) — село в Млиновской поселковой общине Дубенского района Ровненской области Украины.
До 2020 года входило в Млиновский район.
Население по переписи 2001 года составляло 1107 человек. Почтовый индекс — 35121. Телефонный код — 3659. Код КОАТУУ — 5623882601.